# Desmopsis panamensis
Desmopsis panamensis (B.L.Rob.) Saff. – gatunek rośliny z rodziny flaszowcowatych (Annonaceae Juss.). Występuje naturalnie w Kostaryce, Panamie oraz Kolumbii. 

## Morfologia
PokrójZimozielone drzewo dorastające do 15 m wysokości.
LiścieMają eliptyczny kształt. Mierzą 3–26,3 cm długości oraz 1,7–9,1 cm szerokości. Nasada liścia jest ostrokątna lub klinowa. Liść na brzegu jest całobrzegi. Wierzchołek jest ostry lub spiczasty. Ogonek liściowy jest owłosiony i dorasta do 3–5 mm długości.
KwiatyZebrane po 2–6 w pęczki. Rozwijają się w kątach pędów. Działki kielicha mają owalny kształt i dorastają do 2–3 mm długości. Płatki mają podłużny kształt i osiągają do 22–31 mm długości. Kwiaty mają około 100 pręcików i 6–10 słupków.
OwocePojedyncze. Mają podłużny kształt. Osiągają 28 mm długości.

## Biologia i ekologia
Rośnie w lasach. Występuje na wysokości do 800 m n.p.m.